# Wuskramje
Wuskramje (biał. Вускрам’е; ros. Ускромье, Uskromje) – wieś na Białorusi, w obwodzie witebskim, w rejonie dokszyckim, w sielsowiecie Biehomla. W 2009 roku liczyła 32 mieszkańców.